# Paul Igwe
Paul Igwe es un director de televisión, escritor, productor y creador nigeriano. Ha producido series populares como "Clinic Matters", "The Benjamins", "Ojays" y "Asunder".

## Carrera profesional
En 2000, fundó su productora, Whitestone Cinema Limited, y desde entonces ha dirigido más de veinte películas y ocho series de televisión. Debutó en 2000 como director con la película "Outrageous" y en 2007 fue parte del equipo en la serie dramática de televisión de 39 episodios, "Extended Family", trabajando como director, productor y consultor. "Clinic Matters" es una comedia televisiva estrenada en 2009, y que ganó varios premios y nominaciones locales e internacionales, como el Premio de Compromiso de Calidad Mundial 2012 en París.
En febrero de 2012, produjo "The Benjamins", serie nominada en los África Magic Viewers Choice Awards 2014 en la categoría mejor serie de televisión de comedia o drama.
En 2015, lanzó una nueva comedia familiar, "Ojays", nominada como Mejor Comedia en los Premios Nafca. También inició un espectáculo culinario en igbo llamado "USEKWU IGBO". El programa ganó el premio a la Mejor Serie de televisión o película indígena en los África Magic Viewers Choice Awards 2016.
En 2016, estrenó las comedias familiares "House 6" y "Troubled Cottage". También lanzó la serie de drama analítico, "Asunder", a finales de año, centrada en la vida matrimonial de diferentes familias.
En 2017, produjo otra telenovela igbo "Nkewa", transmitida en África Magic Igbo. También dirigió "Dance To My Beat", una película protagonizada por Joseph Benjamin, Kehinde Bankole, Toyin Abraham y Mary Remmy Njoku.

## Filmografía
| Año  | Título           |
| ---- | ---------------- |
| 2000 | Outrageous       |
| 2007 | Extended Family  |
| 2009 | Clinic Matters   |
| 2012 | The Benjamins    |
| 2015 | Ojays            |
| 2015 | Pulse            |
| 2015 | Usekwu Igbo      |
| 2016 | House 6          |
| 2016 | Ulo Isii         |
| 2016 | Troubled Cottage |
| 2016 | Asunder          |
| 2017 | Nkewa            |
| 2017 | Dance To My Beat |